# Ортопедия
Ортопеди́я (ортопе́дия, греч. ὀρθός — «прямой; правильный» и παιδεία — «воспитание (детей)») — раздел клинической медицины, раздел хирургии, изучающий профилактику, диагностику и лечение деформаций и нарушений функций костно-мышечной системы, которые являются результатом врождённых дефектов, пороков развития, последствий травм или заболеваний. На другом полюсе дифдиагностики находится ревматология, которая может заниматься теми же пунктами, но в терапевтическом понимании.
Ортопедия традиционно связана с разделом клинической медицины, изучающим повреждения опорно-двигательного аппарата (костей, суставов, мышц, связок, сухожилий), — с травматологией. Традиционно в состав ортопедии и травматологии входит протезирование — комплексная медико-техническая дисциплина, которая занимается изготовлением и применением протезов и ортезов (корсетов, бандажей, аппаратов, специальной обуви и стелек) для восстановления утраченных форм и функций опорно-двигательной системы.
Также ортопедия является важной составной частью спортивной медицины. Спортивная медицина — это комплексная медико-биологическая наука, изучающая изменения в организме при занятиях спортом, как желательные, так и патологические. Знания в области спорта и физической культуры просто необходимы современному врачу-ортопеду. Нельзя представить себе ортопедию без лечебной физкультуры, массажа или физиотерапии, — составных частей науки, именуемой «медицинская реабилитация», или без разделов медицины, которые изучают строение и лечение различных заболеваний кисти — «хирургия кисти» и стоп — «подиатрия».
В составе травматологии и ортопедии существуют многие другие узкие специализации, например: биомеханика опорно-двигательного аппарата, хирургия позвоночника, артроскопическая хирургия, эндопротезирование суставов, костная патология. В России травматология и ортопедия составляет самостоятельную клиническую дисциплину, она обозначена шифром медицинской специальности 14.01.15.
Составной частью инплантантной ортопедии в челюстно-лицевой хирургии и травматологии является ортодонтия.

## Разделы ортопедии

### Амбулаторная ортопедия
Учреждения внебольничной помощи призваны служить проводниками профилактического направления нашего здравоохранения, поскольку они широко связаны с различными региональными и профессиональными группами населения. Рациональная организация поликлинической помощи является не только важнейшей медицинской, но и серьёзной социальной проблемой.
От 80 до 96 % больных ортопедо-травматологического профиля начинает и заканчивает лечение в условиях поликлиники, то есть амбулаторно, вне стационара. Это свидетельствует о первостепенном значении поликлинического обслуживания как наиболее массового. Подчёркивая значимость амбулаторного цикла лечения больных с заболеваниями и повреждениями опорно-двигательной системы, термин «амбулаторная ортопедия» применяется для обозначения организации лечебного процесса в условиях поликлиники или дневного стационара (например, этот термин поддерживают такие известные ортопеды, профессора А. Ф. Краснов, М. А. Берглезов).
Примерами консервативного лечения являются: устранение контрактур и врождённой косолапости этапными гипсовыми повязками, вправление врождённого вывиха бёдра и др. К оперативным же методам лечения, разработанным в ортопедической хирургии, относятся: остеотомии — рассечение костей при их искривлении или порочном положении конечности, пересадка сухожилий мышц при параличах, тенотомии, лигаментотомии и другие пластические оперативные вмешательства. Как при консервативных, так и при оперативных методах лечения в ортопедии широко применяются лечебная физкультура, массаж, физиотерапия, а также различные ортопедические аппараты, начиная от разного вида стелек, ортопедической обуви и заканчивая корсетами и сложными шиногильзовыми аппаратами и протезами.

### Ортопедическая стоматология
Область клинической медицины, изучающая этиологию и патогенез болезней, аномалий, деформаций и повреждений зубов, челюстей и других органов полости рта и челюстно-лицевой области, разрабатывающая методы их диагностики, лечения и профилактики.

## Институты ортопедии

### Центральный НИИ травматологии и ортопедии им. Н. Н. Приорова
Ортопедия, травматология и протезирование — три связанные между собой раздела медицины, каждый из которых имманентно включает два других. Большая заслуга в развитии этих наук принадлежит Н. И. Пирогову, Г. И. Турнеру, Р. Р. Вредену, Г. А. Альбрехту, Н. Н. Приорову, Н. Н. Бурденко, Н. А. Бернштейну, М. И. Ситенко, В. Д. Чаклину, Б. П. Попову, М. В. Волкову, Г. А. Илизарову и многим другим.
22 апреля 1921 года для лечения инвалидов первой мировой и гражданской войн и разработки актуальных проблем ортопедии и протезирования был организован Лечебно-протезный институт Московского отдела здравоохранения. Его создателем и многолетним руководителем был крупнейший травматолог-ортопед, действительный член АМН СССР, заслуженный деятель науки РСФСР, профессор Николай Николаевич Приоров (1895—1961). С 1940 года этот институт стал именоваться Центральный институт травматологии и ортопедии МЗ СССР (ЦИТО), ставший головным учреждением страны в этой области медицины, а в 1971 ему присвоено имя Приорова. Этот институт был методическим центром для 19 научно-исследовательских институтов травматологии и ортопедии, расположенных в крупных городах СССР.
В 1952 году в институте было создано отделение спортивной, балетной и цирковой травмы, которое возглавила З.С. Миронова. На этом отделении были сделаны операции многим выдающимся советским спортсменам и артистам.

### Центральный НИИ протезирования и протезостроения
В мае 1940 года в Москве организована научно-исследовательская клиника ортопедии и протезирования (директор М.И Фридлянд), а в 1943 году её переименовали в московский научно-исследовательский институт протезирования (ЦНИИП). С 1943 по 1947 годы ЦНИИП возглавлял выдающийся советский ортопед Василий Дмитриевич Чаклин (1892—1976), а затем Борис Петрович Попов. Если до 40-х годов вопросами протезирования занимался врачебно-протезный институт (будущий ЦИТО), то постепенно эта функция была передана ЦНИПП. В 1948 году московский институт протезирования был объединён с конструкторским бюро протезостроения и реорганизован в Центральный НИИ протезирования и протезостроения (ЦНИИПП). С 1972 года на него возложены функции головного института и методического центра СССР в области протезирования и протезостроения.

### Центр Илизарова
Российский научный центр «Восстановительная травматология и ортопедия» имени академика Г. А. Илизарова г. Курган.
Основатель Центра Гавриил Абрамович Илизаров в 1951 году предложил новый способ лечения переломов и ортопедических заболеваний. В основе данного способа лечения лежало общебиологическое свойство тканей отвечать на дозированное растяжение ростом и регенерацией, которое впоследствии (15 сентября 1988 г.) было зарегистрировано под № 355 в Государственном реестре открытий СССР и стало фундаментом для нового направления в ортопедии — управляемого контролируемого выращивания костной ткани с целью исправления дефектов и лечения травм. Открытие Г. А. Илизарова и разработанные новые технологий лечения заболеваний опорно-двигательного аппарата сделали г. Курган столицей ортопедии.
Центр Илизарова — AOSpine Center в РФ, ключевое звено Европейской сети региональных центров AO Spine.
В Центре ежегодно проходят лечение свыше 10 000 пациентов с ортопедической и нейроортопедической патологией.
Медицинское обслуживание и сервис Центра Илизарова признаны одними из лучших в России и мире, что подтверждает международный сертификат качества ISO 9001:2015.
В Курган, в Центр Илизарова, приезжают на обучение врачи из США, Китая, Ирландии, Индии, Колумбии, Кувейта и Великобритании и других стран, которые проходят повышение квалификации, обучение новым технологиям.

### НМИЦ детской травматологии и ортопедии имени Г. И. Турнера Минздрава России
ФГБУ «Национальный медицинский исследовательский центр детской травматологии и ортопедии имени Г. И. Турнера» Министерства здравоохранения Российской Федерации является единственным в стране специализированным лечебно-научным учреждением федерального значения по оказанию помощи детям и подросткам со врождённой и приобретённой патологией опорно-двигательного аппарата. Основанный в 1932 году на базе благотворительного Приюта для детей калек и паралитиков, созданного в 1890 г. при содействии великого ортопеда — профессора Г. И. Турнера. За успехи в области научной и клинической работы и в связи с пятидесятилетием в 1982 г. учреждение было награждено орденом Трудового Красного Знамени. Являясь головным учреждением по проблеме «Детская ортопедия и травматология», в течение года Центр принимает на лечение более 1,5 тысяч детей и подростков с заболеваниями опорно-двигательного аппарата.

## Травматология и ортопедия как медицинская специальность
Врач — травматолог-ортопед — это специалист с высшим медицинским образованием, который прошёл подготовку в системе послевузовского обучения (например, в ординатуре или в интернатуре) и приобрёл профессиональные навыки в области ортопедии и травматологии. Помимо традиционного курса болезней и травм опорно-двигательной системы, в программу подготовки специалиста обычно включают курсы по военно-полевой хирургии (хирургии катастроф), клинической биомеханике, протезированию, спортивной травматологии, реабилитации, костной патологии и др.
Дальнейшая специализация врача зависит от направления и традиций того медицинского учреждения, где он работает и продолжает своё образование. Это может быть травматологическое отделение больницы скорой медицинской помощи или хирургическая клиника (клиника хирургии позвоночника, эндопротезирования или артроскопической хирургии суставов). Это может быть реабилитационный центр, отделение восстановительного лечения стационара или санаторий ортопедического профиля. Однако большая часть врачей-ортопедов работает в травматологических пунктах, в поликлиниках, в медицинских центрах. Основная задача этих врачей — профилактика и лечение (в тесном контакте с хирургическими и реабилитационными клиниками) ортопедических заболеваний и последствий травм в амбулаторных условиях.

## Методы

### Инструментальные методы диагностики
В диагностических целях используют:
1) Оптическую томографию;
2) Рентгеновские исследования;
3) Магнитно-резонансную томографию;
4) Компьютерную томографию;